# Moravská národní strana
Moravská národní strana (MNS) vznikla 7. srpna roku 1990 a jejím prvním (prozatímním) předsedou se stal Ing. Miloš Skočovský, později Ing. Ivan Dřímal.

## Založení strany

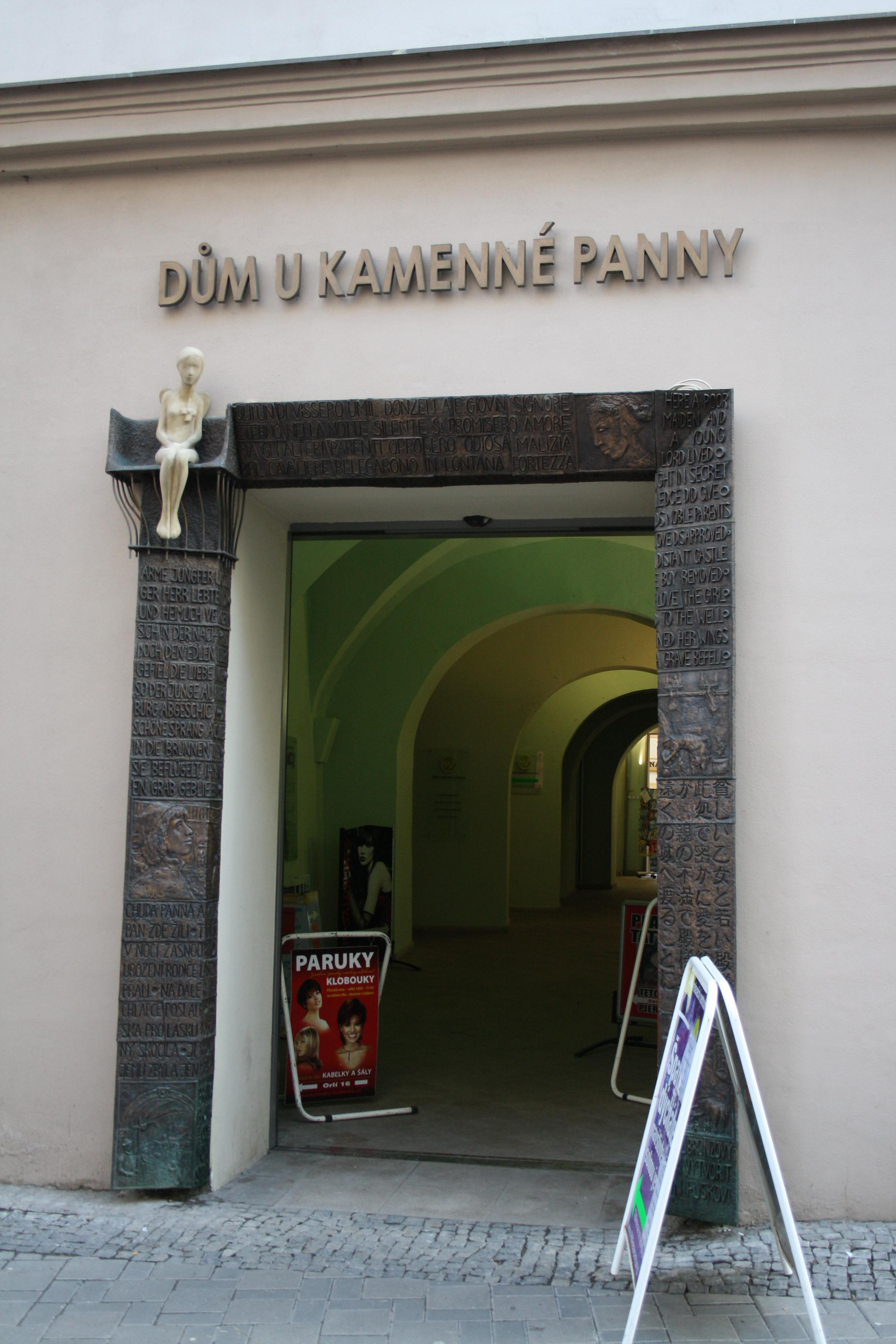
Dům u Kamenné panny

Strana byla založena částečně nespokojenými členy Moravského občanského hnutí (MOH) po propadu v parlamentních volbách v červnu 1990. Na rozdíl od konkurenčního Hnutí za samosprávnou demokracii - Společnost pro Moravu a Slezsko (HSD-SMS) prosazovalo koncepci samostatného moravského národa.
Založena byla v Brně, v Orlí ulici č. 16. Tento historický objekt je znám jako "Dům u Kamenné panny, popřípadě jako "Metzgerův" (podle Jana J. Metzgera, známého a především neohroženého moravského diplomata z období tureckých válek). V Orlí ulici č. 16 se také zpočátku nacházel její sekretariát, který později přesídlil na další brněnskou adresu, do Řeznické ulice č. 2.
Zakládající sněm Moravské národní strany se konal 16. prosince roku 1990 na Nové radnici v Brně za účasti veřejnosti. Moravská národní strana dle svého tvrzení navázala na Moravskou národní stranu, založenou roku 1861 Dr. Aloisem Pražákem, popřípadě na spolek Cyrila a Metoděje, který také vznikl z podnětu tohoto právníka, historika a publicisty v roce 1849.

## Vývoj
V červnu 1992 kandidovala MNS v parlamentních volbách na kandidátce Hnutí za samosprávnou demokracii – Společnost pro Moravu a Slezsko a získala 2 mandáty v České národní radě později Poslanecká sněmovna Parlamentu České republiky. V letech 1992-1996 byli jejími poslanci JUDr. Jiří Bílý a Ing. Petr Kavan.
Po příchodu některých členů do MNS z Hnutí samosprávné Moravy a Slezska a sloučením s Moravskoslezským hnutím v roce 1995 strana užívala i širší název Moravská národní strana - Hnutí slezskomoravského sjednocení (MNS-HSMS).
Poté, co moravské strany ve volbách do Poslanecké sněmovny 1996 zcela propadly, Moravská národní strana se roku 1997 sloučila s Českomoravskou unií středu (ČMUS) a nově utvořený subjekt byl nazván Moravská demokratická strana (MoDS).

## Volební výsledky

### Volby do České národní rady 1992 (na kandidátceHSD-SMS)
| Volby | Počet hlasů | %    | Počet mandátů |
| ----- | ----------- | ---- | ------------- |
| 1992  | 380 088     | 5,87 | 2             |

### Volby do obecních zastupitelstev
| Volby | Počet hlasů | %    | Počet mandátů |
| ----- | ----------- | ---- | ------------- |
| 1990  | 20 050      | 0,03 | 0             |
| 1994  | 493 720     | 0,39 | 43            |

### Volby do Poslanecké sněmovny 1996
| Volby | Počet hlasů | %    | Počet mandátů |
| ----- | ----------- | ---- | ------------- |
| 1996  | 16 580      | 0,27 | 0             |